# Боатрон (Сена и Марна)
Боатрон (фр. Boitron) је насељено место у Француској у региону Париски регион, у департману Сена и Марна.
По подацима из 2011. године у општини је живело 396 становника, а густина насељености је износила 77,04 становника/km².

## Демографија
| 1962. | 1968. | 1975. | 1982. | 1990. | 2011. |
| ----- | ----- | ----- | ----- | ----- | ----- |
| 130   | 99    | 126   | 173   | 264   | 396   |